# Singlestick
Singlestick är en kampsport, som liknar fäktning, fransk stav eller bokken. I stället för ett svärd använder man en pinne eller käpp. 
Vapnet är vanligen strax under en meter långt, lätt och gjort av trä. Fäktarna slåss med fullkontakt. Sporten är gammal och utgår ifrån användandet av träsvärd för träning i fäktning. Slag under bältet är tillåtet, men anses ojuste. 
- 1904 var det en olympisk gren.